# Herbert Denicolò
Herbert Georg Denicolò (* 9. Oktober 1945 in Bruneck; † 23. April 2018 in Olang) war ein deutschsprachiger italienischer Politiker aus Südtirol. 

## Biographie
Denicolò wuchs in Schluderns auf und arbeitete zunächst als Lehrer in Mals. Seit 1972 war er Beamter in der Südtiroler Landesverwaltung. 1993 konnte er als Vertreter des Arbeitnehmer-Flügels der Südtiroler Volkspartei ein Mandat für den Landtag und damit gleichzeitig den Regionalrat Trentino-Südtirol erringen, denen er bis 2008 angehörte. In den Jahren 2004–2006 diente er dabei als Vizepräsident des Regionalrats.
Der in Olang wohnhafte Denicolò engagiert sich ehrenamtlich im sozialen, kulturellen und katholischen Bereich. So war er unter anderem Mitglied der Landesleitung des Katholischen Verbands der Werktätigen, Vorsitzender des Südtiroler Kolpingwerks und Vorsitzender des Katholischen Forums, eines Dachverbands kirchlicher Vereine und Verbände.
2015 wurde Denicolò mit dem Verdienstkreuz des Landes Tirol ausgezeichnet.